# Château de Trélo
Le château de Trélo est un édifice situé à Carentoir en France.

## Localisation
Le château est situé sur le territoire de la commune déléguée de Carentoir, au lieu-dit Trélo, dans le département du Morbihan en région Bretagne.

## Description
Le château date du XVIIIe siècle, édifice de plan régulier à un étage carré, élévation à travées, construit en moellons de granite et de schiste. Toiture à longs pans recouverte d'ardoises, croupe. Escalier dans-œuvre.

## Historique
Le château est inscrit à l'inventaire général du patrimoine culturel.